# Aram Arami
Aram Arami (Dohuk, 3 maggio 1993) è un attore tedesco.

## Biografia
Aram Arami è nato nel nord dell'Iraq, suo padre, un pubblico ministro curdo, Aram e la sua famiglia furono costretti a fuggire dall'Iraq nel 1996 e arrivano a Berlino. Arami si è diplomato alla Mildred Harnack School nel 2012. Da adolescente prendeva regolarmente lezioni private di recitazione nel tempo libero.
I registi e gli agenti si sono accorti di Aram nel 2006, quando è stato scritturato per il ruolo di Onur nel progetto Birds Without Legs. Seguono vari ruoli in progetti cinematografici con registi come Feo Aldag, Marc Andreas Borchert, Lars Gunnar Lotz, Hannu Salonen, Burhan Qurbani, Peter Gersina e Bora Dagtekin.
Fa la sua prima apparizione come attore nel 2006, nel cortometraggio Vögel ohne Beine diretto da Burhan Qurbani. Nel 2010 fa parte del cast dei film Picco, Die Fremde e Der Nachtmahr. Nel 2013 ricopre il ruolo di Burak in Fuck you, prof!; seguiranno poi Fuck you, prof! 2 e Fuck you, prof! 3. Dal 2014 al 2015, ha interpretato il ruolo di Jamil nella serie comica di RTL Der Lehrer. Ha poi recitato in vari film tedeschi ad esempio Nur eine Frau diretto da Sherry Hormann (2019). Dal 2020, ha recitato nella serie televisiva Die Drei von der Müllabfuhr nel ruolo di Tarik Büyüktürk.

## Filmografia parziale

### Cinema
- Vögel ohne Beine, regia di Burhan Qurbani - cortometraggio (2006)
- Picco, regia di Philip Koch (2010)
- Die Fremde, regia di Feo Aladag (2010)
- Der Nachtmahr, regia di Achim Bornhak (2013)
- Fuck you, prof! (Fack ju Göhte), regia di Bora Dağtekin (2013)
- Fuck you, prof! 2 (Fack ju Göhte 2), regia di Bora Dağtekin (2015)
- Fuck you, prof! 3 (Fack ju Göhte 3), regia di Bora Dağtekin (2017)
- Servus, Schwiegersohn!, regia di Mike Marzuk (2019)
- Caveman, regia di Laura Lackmann (2023)

### Televisione
- KDD – Kriminaldauerdienst - serie TV (2008)
- Jedem das Seine, regia di Stefan Schaller - film TV (2009)
- Krimi.de - serie TV, 1 episodio (2009)
- Empathie, regia di Marc-Andreas Bochert - film TV (2010)
- Die Stein - serie TV, 13 episodi (2011)
- Schuld sind immer die Anderen, regia di Lars-Gunnar Lotz - film TV (2012)
- Unter Verdacht - serie TV, 1 episodio (2012)
- Ultima traccia: Berlino (Letzte Spur Berlin) - serie TV, 3 episodi (2013-2014)
- Heiter bis tödlich: Koslowski & Haferkamp - serie TV, 1 episodio (2014)
- Squadra Speciale Cobra 11 (Alarm für Cobra 11 – Die Autobahnpolizei) - serie TV, 1 episodio (2014)
- Der Lehrer - serie TV, 12 episodi (2015-2016)
- Un caso per due (Ein Fall für zwei) - serie TV, 1 episodio (2015)
- 14º Distretto (Großstadtrevier) - serie TV, 1 episodio (2015)
- Atempause, regia di Aelrun Goette - film TV (2016)
- Bruno van Leeuwen - serie TV, 1 episodio (2016)
- Il commissario Schumann (Der Kriminalist) - serie TV, 1 episodio (2017)
- Zaun an Zaun, regia di Peter Gersina - film TV (2017)
- Der Tod und das Mädchen – Van Leeuwens dritter Fall, regia di Hans Steinbichler - film TV (2017)
- Pastewka - serie TV, 3 episodi (2019)
- Nur eine Frau, regia di Sherry Hormann - film TV (2019)
- Angela Merkel und die Flüchtlinge, regia di Christian Twente - film TV (2019)
- Die Drei von der Müllabfuhr – Mission Zukunft, regia di Hagen Bogdanski - film TV (2020)
- Die Drei von der Müllabfuhr – Kassensturz, regia di Hagen Bogdanski - film TV (2020)
- Die Drei von der Müllabfuhr – Die Streunerin, regia di Hagen Bogdanski - film TV (2021)
- Die Drei von der Müllabfuhr – Operation Miethai, regia di Hagen Bogdanski - film TV (2021)
- Servus, Schwiegermutter!, regia di Sinan Akkuş - film TV (2021)
- Zitterinchen, regia di Luise Brinkmann - film TV (2022)
- Die Drei von der Müllabfuhr – Zu gut für die Tonne, regia di Hagen Bogdanski - film TV (2022)
- Die Drei von der Müllabfuhr – (K)eine saubere Sache, regia di Hagen Bogdanski - film TV (2022)
- Extraklasse – On Tour, regia di Sinan Akkuş - film TV (2022)
- Die Drei von der Müllabfuhr – Altlasten, regia di Hagen Bogdanski - film TV (2023)
- Die Drei von der Müllabfuhr – Arbeit am Limit, regia di Hagen Bogdanski - film TV (2023)
- Haus aus Glas - miniserie TV (2023)

## Doppiatori italiani
Nelle versioni in italiano nelle opere in cui ha recitato Aram Arami è stato doppiato da:
- Paolo Vivio in Fuck you, prof!, Fuck you, prof! 2